# 신승선
신승선(愼承善, 1436년 ~ 1502년)은 조선 중기의 문신으로 연산군 이융의 장인이다. 자(字)는 계지(繼之)·원지(元之), 호(號)는 사지당(仕止堂)이며, 본관은 거창이다. 딸이 중전 재위 당시 거창부원군(居昌府院君)에 봉해졌었다.

## 생애
1444년 세종대왕 이도의 손녀이자 임영대군 이구의 여식인 중모현주 전주 이씨와 결혼하였고 이후 세조 때부터 음서 천거(1456년)와 과거 장원 급제 등으로 문과에 진출하여 영의정에 이르렀다. 예문관제학, 이조참판, 병조참판, 공조참판, 지돈녕부사, 동지돈녕부사 겸 동궁빈전 세자빈객, 공조판서 겸 동궁빈전 세자빈객, 병조판서, 특진관, 좌참찬, 한성부판윤, 예조판서, 사소대장, 이조판서 등을 거쳐 우의정, 좌의정이 되고 그 후 영의정까지 되었다.
연산군부인 폐비 신씨의 친정아버지이며, 조선 중종의 정비 단경왕후 신씨의 친정 할아버지이다. 또한 의경세자의 후궁이었던 숙의 신씨의 5촌 아저씨뻘이 된다.

## 가족 관계
- 조부 : 신이충(愼以衷)
  - 부 : 신전(愼詮)
  - 모 : 안씨(安氏) - 안강(安剛)의 딸
  - 장인 : 임영대군 이구
  - 장모 : 전주 최씨(全州 崔氏) - 최승녕의 딸
    - 처남 : 귀성군 이준 - 세종의 손자이고 임영대군의 차남
    - 부인 : 정경부인 중모현주 증 흥안부부인 전주 이씨(貞敬夫人 中牟縣主 贈 興安府夫人 全州 李氏)
      - 장남 : 영의정 익창부원군 신도공 신수근(領議政 益昌府院君 信度公 愼守勤)
      - 며느리 : 길창부원군 권남(吉昌府院君 權擥, 1416~1465)의 딸 정경부인 증 영가부부인 안동 권씨(貞敬夫人 贈 永嘉府夫人 安東權氏)
      - 며느리 : 첨지중추부사 한충인(僉知中樞府事 韓忠仁, 1433~1504)의 딸 정경부인 증 청원부부인 청주 한씨(貞敬夫人 贈 淸原府夫人 淸州 韓氏) - 인수대비 사촌
        - 손자 : 신홍조 (愼弘祚)
        - 손녀 : 단경왕후 신씨(端敬王后 愼氏, 1487~1557)

      - 차남 : 형조판서 신수겸 (刑曹判書 愼守謙, 1453∼1506)
      - 며느리 : 감사 강자평(姜子平)의 딸 정부인 진산 강씨(貞夫人 晋山 姜氏)
        - 손녀 : 능청부원군 구수영의 차남 구희경(具希璟)에게 하가

      - 며느리 : 담양 전씨(潭陽 田氏)
      - 삼남 : 형조판서 신수영 (刑曹判書 愼守英, 1461∼1506)
      - 며느리 : 청천부원군 한백륜(右議政 淸川府院君 韓伯倫, 1427~1474)의 딸 정부인 청주 한씨(貞夫人 淸州 韓氏) - 예종의 계비 안순왕후의 동생
        - 손자 : 신홍제(愼弘濟)
        - 손자 : 우찬성(右贊成) 신홍유(愼弘猷)

      - 장녀 : 신씨(愼氏, 1466년), 승평부정(昇平副正) 이형(李泂)에게 출가 - 회원군 이쟁의 장남이자 광평대군의 증손자
      - 차녀 : 신씨(愼氏, 1467년), 선산부사(善山府使) 남경(南憬)에게 출가
        - 손자 : 의성위(宜城尉) 남치원(南致元)

      - 3녀 : 신씨(愼氏, 1469년), 양녕대군의 외증손자 순흥 안씨 안환(安煥)에게 출가[1]
      - 사녀 : 거창군부인 신씨 (1476 ~ 1537)
      - 사위 : 조선 10대 군주 연산군
        - 외손녀 : 휘신공주

      - 오녀 : 동몽교관(童蒙敎官) 유윤범(柳潤範)에게 출가

    - 사돈 : 조선 9대 군주 성종
    - 사돈 : 정승조 - 정승조의 딸이 조선 왕족 종실인 영순군 이부의 아들 회원군 이쟁에게 출가하였다.

## 관련 작품

### 드라마
- 《설중매》 (MBC, 1984년~1984년 배우:박종관)
- 《한명회》 (KBS2, 1994년~1994년 배우:양영준)
- 《장녹수》 (KBS2, 1995년~1995년 배우:양영준)
- 《왕과 비》 (KBS1, 1998년~2000년 배우:현석)
- 《왕과 나》 (SBS, 2007년~2008년 배우:송석호)
- 《인수대비》 (JTBC, 2011년~2012년 배우:김승욱)